# Televisão no Maranhão
Um pouco da história da televisão no estado brasileiro do Maranhão:

## Anos 60
- 9 de novembro de 1963: Entra no ar no Canal 4, a TV Difusora, em São Luís, capital do Maranhão e primeira emissora de TV no estado.
- 1964: A TV Difusora passa a ser afiliada à Emissoras Unidas (liderada pela TV Record de São Paulo (na época, não era Rede Record), que em 1967 muda nome para Rede de Emissoras Independentes (REI).
- 1964: A TV Difusora começa instalar no interior do Maranhão, primeiras torres de TVs para retransmissoras nas principais cidades e em pontos estratégicos (em áreas mais altas), inaugurando as primeiras transmissões de enlaces (links) por microondas no Estado.
- 1968:
  - A TV Difusora deixa a REI da TV Record e passa ser afiliada à TV Globo, a primeira afiliada do Norte-Nordeste e futura Rede Globo.
  - Agosto: a torre de repetição da TV Difusora é instalada na cidade de Timon (perto da cidade de Teresina, capital do Piauí), atendendo a interesses políticos do Grupo Bacelar naquele município maranhense. No jornal O Dia, a instalação coincide no mesmo mês de aniversário de Teresina (que completou os 116 anos) e visto como presente ofertado à capital piauíense. O novo canal gerou novidades e expectativas ao teresinenses, principalmente empresários interessados em explorar comercialmente a nova tecnologia. No entanto, na frase inicial, foi posta em dúvida, pela irregularidade das transmissões e pela péssima qualidade do sinal (imagem e som ruins), que foi duramente criticada pelos jornais teresinenses.[1]
- 1969: Entra no ar no Canal 2, a TVE Maranhão, também em São Luís a segunda emissora de TV no estado.

## Anos 70
- Anos 70: Surgem emissoras de TVs nas principais cidades do Maranhão, exibindo programação gravada da TV Difusora e TVE Maranhão, através de malotes (aéreo ou terrestre) ou por ônibus, embora continua a existir por retransmissoras com enlaces recebendo em direto programações dessas emissoras,
- 25 de dezembro de 1975: A TV Imperatriz, entra no ar no canal 10, na cidade que recebe o mesmo nome, com dupla afiliada com as redes Globo e Tupi.
- 1979: A TV Rio Balsas entra no ar em Balsas, sendo afiliada à Globo.

## Anos 80
- Anos 80: Surgem primeiras geradoras de TVs nas principais cidades do Maranhão, que transmitem primeiras redes por via satélite, sem utilizar programação gravada vinda pelas TVs Difusora Clube e TVE Maranhão, que chegam a não mais gerar programação ao interior.
- 1981:
  - Surge a TV Carajás de Imperatriz, entra no ar no canal 7, como afiliada ao recém-inaugurado Sistema Brasileiro de Televisão (SBT).
  - A TV Marabá de Marabá, interior do Pará, passa exibir programação da TV Difusora, virando espécie de afiliada na época. Não se sabe quanto tempo a duração da afiliação, talvez até 1982.
  - 8 de setembro: Entra no ar no Canal 6 em São Luís, a TV Ribamar, afiliada à Rede Bandeirantes.
- 1982: Toda a programação da Rede Globo passa ser captada em via satélite através das afiliadas no Maranhão.
- 1983:
  - Surge a TV Difusora de Imperatriz, sucessora da TV Karajás, mantendo afiliada ao SBT.
  - 8 de setembro: Surge a TV Cidade de São Luís, sucessora da TV Ribamar, mantendo afiliada a Rede Bandeirantes.
- 15 de março de 1987: Entra no ar no Canal 10 em São Luís, a TV Mirante, afiliada ao SBT.
- 6 de dezembro de 1989: Entra no ar no Canal 8 em São Luís, a TV São Luís afiliada à Rede Manchete.

## Anos 90
- 1º de setembro de 1990: Entra no ar no Canal 13 em Santa Inês, a TV Mirante, afiliada à Globo.
- 1º de fevereiro de 1991: As TVs Mirante, de São Luís, Imperatriz, Santa Inês e Codó, que até então afiliadas ao SBT, passam a retransmitir a Rede Globo. A TV Difusora em São Luís passa a retransmitir o SBT.
  - A TV Difusora de Imperatriz passa a se chamar TV Difusora Sul.
- 29 de julho de 1994: Entra no ar no Canal 6 em Coroatá, a TV Cidade, inicialmente afiliada à CNT, posteriormente Rede Record e para Rede Manchete, que volta transmitir a Record.
- 1997:
  - março: Entra no ar no Canal 11 em Viana, a TV Maracu, afiliada à Rede Manchete.
  - 2 de junho: A TV São Luís deixa a Rede Manchete e passa ser afiliada à Rede Record, depois de quase 30 anos sem sinal.
- Maio de 1998: Entra no ar em São Luís, através no canal 12, a TV Praia Grande, afiliada à Rede Manchete, até a extinção, que muda de nome para TV! e RedeTV!.

## Anos 2000
- 2000:
  - 13 de agosto: As TVs Praia Grande e a Cidade, em São Luís, trocam de redes: Praia Grande fica com a Bandeirantes e a Cidade com a Rede Mulher.
  - 20 de novembro: A TV Cidade de São Luís substitui a Rede Mulher pela RedeTV!.
- 1º de abril de 2004: As TVs Cidade e São Luís trocam redes: A Cidade fica com a Rede Record e São Luís fica com a RedeTV!.

## Anos 2010
- Maio de 2010: Entra no ar a TV Araçagi, canal 5, de São José de Ribamar.
- Maio de 2011: Após 6 meses de testes, a TV Mirante São Luís torna-se a primeira emissora do estado a lançar o seu sinal digital.
- 16 de abril de 2013: Entra no ar  em São Luís e região metropolitana, a retransmissora da Rede Gênesis no Canal 59, rede que estava fora do ar na mesma região desde 2007.
- agosto de 2013: A TV Educadora deixa de transmitir em sinal analógico, e passa a transmitir somente em sinal digital, cinco anos antes do sinal analógico ser desligado em São Luís.
- 29 de dezembro de 2013: A TV Mirante Imperatriz torna-se a primeira emissora de TV do interior do estado a transmitir seu sinal digital.
- 14 de agosto de 2014: Entra no ar em São Luís a TV Meio Norte Maranhão, inicialmente como retransmissora da Rede Meio Norte, e ganhando sua nomenclatura oficial duas semanas depois.
- 6 de agosto de 2015: Entra no ar em São Luís, em fase de testes, a TV UFMA, pelo canal 54 UHF. Em 2017, por conta das mudanças no sistema de TV e de internet 4G, a TV UFMA teve que se adequar mudando a faixa de canal do 54 para 16, onde está no canal 16.1.
- 28 de março de 2018: o sinal analógico de televisão é desligado em São Luís e região com as emissoras passando a transmitir suas programações somente pelo sinal digital.